# Christoph Mörgeli

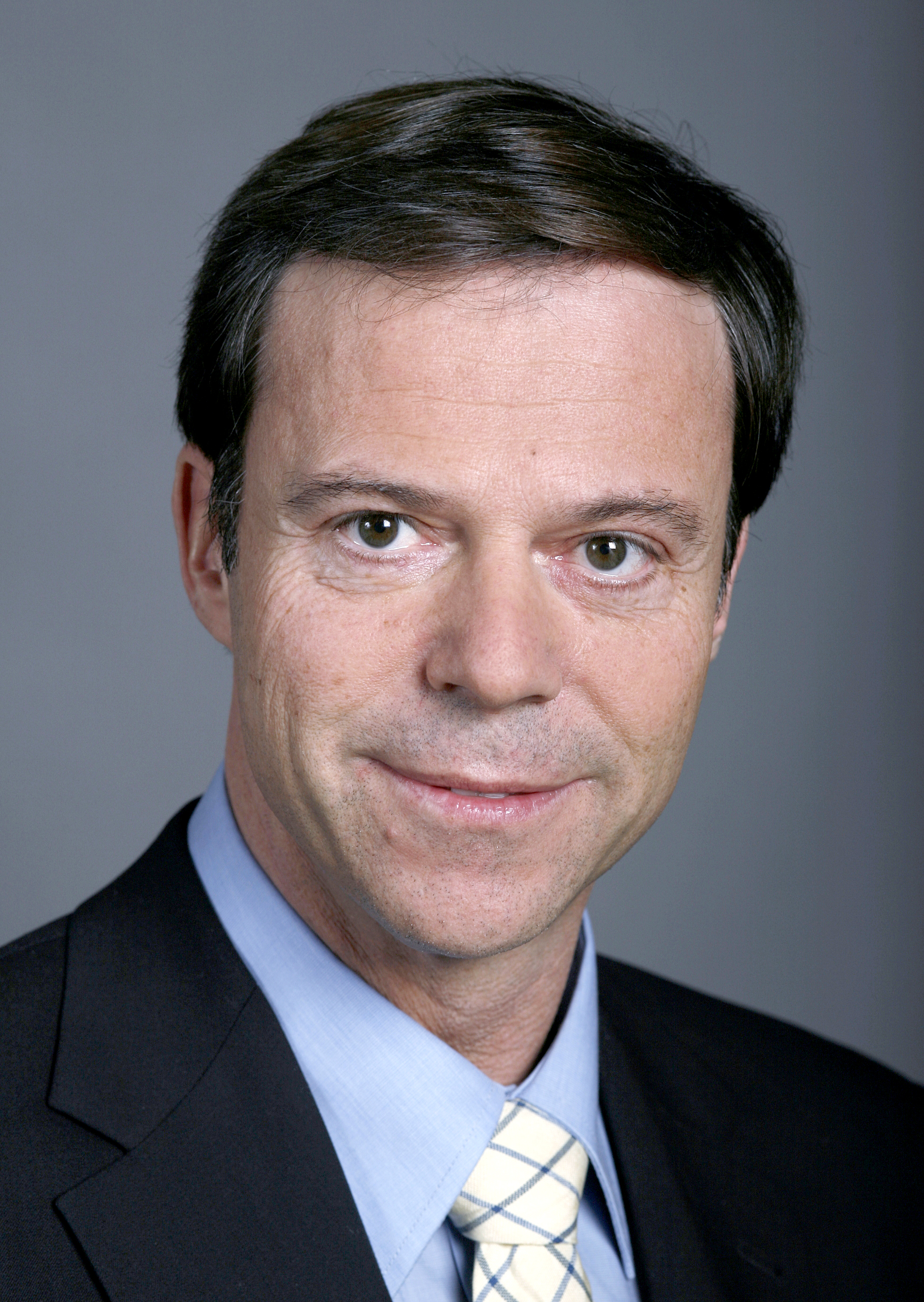
Christoph Mörgeli (2007)

Christoph Mörgeli (* 16. Juli 1960 in Stäfa; heimatberechtigt in Schlatt ZH) ist ein Schweizer Politiker (SVP), Medizinhistoriker und Journalist.

## Studium und Wissenschaft
Mörgeli absolvierte 1979 die Matura Typus B an der Kantonsschule Zürcher Oberland und studierte Allgemeine Geschichte, Politische Wissenschaft sowie Deutsche Literatur und Linguistik an der Universität Zürich. 1985 schloss er mit dem Lizenziat ab und wurde als ständiger wissenschaftlicher Mitarbeiter des Medizinhistorischen Instituts und Konservator des Medizinhistorischen Museums und der medizinhistorischen Handschriftenabteilung angestellt. 1986 wurde er bei Peter Stadler mit einer Arbeit über den Zürcher Arzt und Politiker Johannes Hegetschweiler promoviert. 1987 erhielt Mörgeli das Diplom für das Höhere Lehramt. Nach der Emeritierung von Huldrych M. Koelbing leitete er 1989/90 das Medizinhistorische Institut während zweier Semester interimistisch. Ab 1994 war Mörgeli Oberassistent am Medizinhistorischen Institut und Museum. 1995 habilitierte er sich an der Medizinischen Fakultät der Universität Zürich mit einer Schrift über die Medizin in der Biedermeierepoche und wurde 2001 zum Titularprofessor ernannt. Zu seinen Forschungsschwerpunkten gehörte die Geschichte des Totentanzes. Im Jahr 2000 wurde er zum Vizepräsidenten der Europäischen Totentanz-Vereinigung e. V. gewählt, 2009 wurde er wiedergewählt.

## «Mörgeli-Affäre»
Am 11. September 2012 berichtete der Tages-Anzeiger, dass der (zu jenem Zeitpunkt noch nicht publizierte) Jahresbericht 2011 des Medizinhistorischen Instituts, verfasst vom neuen Institutsleiter Flurin Condrau, schwere Kritik am Zustand des von Mörgeli geleiteten Museums und am Umfang seiner Lehrtätigkeit enthalte. Nachdem Mörgeli die Schweizerische Gesellschaft für Geschichte der Medizin und der Naturwissenschaften (SGGMN) beschuldigt hatte, seine Manuskripte für die von ihr herausgegebene Fachzeitschrift Gesnerus aus politischen Gründen nicht zu drucken, legte diese ihm den Austritt nahe. Im November 2011 beauftragte die Universität eine ausserordentliche Leistungsbeurteilung zu Mörgeli. Am 21. September 2012 kündigte die Universität Mörgeli die Auflösung seiner Anstellung und die sofortige Freistellung an. Die Kündigung erfolgte unter Berücksichtigung einer sechsmonatigen Kündigungsfrist. Die Universität begründete dies mit schweren Loyalitätspflichtsverletzungen, die Mörgeli mit seinen Äusserungen in diversen Medien gegenüber der Universität begangen habe, so dass das Vertrauensverhältnis massiv und unwiederbringlich zerstört sei. Somit sei eine zweite Mitarbeiterbeurteilung unter Ansetzung einer Bewährungsfrist – entgegen der ursprünglichen Absicht – nicht mehr möglich. Von dieser Kündigung war seine Stellung als Titularprofessor nicht betroffen. Mörgeli kündigte an, gegen die Kündigung Rekurs einzulegen. Am 28. September 2012 vollzog die Universität, nachdem Mörgeli schriftlich hatte Stellung nehmen können, die angekündigte Kündigung aufgrund ungenügender Leistung und schwerwiegender Loyalitätspflichtsverletzungen. Mörgeli wurde per sofort freigestellt, das Arbeitsverhältnis wurde per Ende März 2013 aufgelöst. Mörgeli reichte Klage gegen die Entlassung ein und forderte andernfalls eine Abfindung in Höhe von 156.000 Schweizer Franken. Das Verwaltungsgericht sprach Mörgeli eine Entschädigung von 5 Monatslöhnen zu sowie eine Abfindung, verneinte aber ein Recht auf Anstellung.
Mörgeli bewarb sich im November 2012 ohne Erfolg für die frei werdende Rektorenstelle der Universität Zürich als Nachfolger von Rektor Andreas Fischer.
Am 27. März 2013 wurde in der Fernsehsendung Rundschau von Schweizer Radio und Fernsehen Christoph Mörgeli vorgeworfen, Medizindoktoranden zu einfach zum akademischen Doktorgrad verholfen zu haben. Bei mehr als 12 von 60 von Christoph Mörgeli betreuten Dissertationen soll die Arbeit hauptsächlich in der Transkription alter Texte bestanden haben. Mörgeli verteidigte die Transkriptionen als wissenschaftliche Leistung und sah sich als Opfer einer politischen Kampagne, auch gebe es keine Arbeit, die nur aus Transkriptionen bestehe. Die Universität Zürich kündigte an, den Sachverhalt der erhobenen Behauptungen der Sendung Rundschau bezüglich der medizingeschichtlichen Dissertationen abzuklären. Gegen zwei Beiträge der Rundschau und einen Beitrag der Sendung 10vor10 reichte Mörgeli im April 2013 eine Beanstandung bei der Ombudsstelle der SRG ein. Darin rügte er, dass die Beiträge seine berufliche Integrität herabgewürdigt und falsche Informationen vermittelt hätten. Ombudsmann Achille Casanova beurteilte die Beanstandung zum 10vor10-Beitrag als nicht begründet, die Beanstandung gegen einen Rundschau-Beitrag als teilweise berechtigt, bei einem zweiten Rundschau-Beitrag als nicht berechtigt. Mörgeli zog seine Beschwerden an die Unabhängige Beschwerdeinstanz für Radio und Fernsehen (UBI) weiter, wo sie im Dezember 2013 einstimmig abgewiesen wurden; die programmrechtlichen Bestimmungen seien nicht verletzt worden, die Sendungen genügten dem Gebot der Sachgerechtigkeit. Mörgeli kündigte an, den Entscheid ans Bundesgericht weiterzuziehen, da die UBI auf wesentliche Punkte seiner Kritik gar nicht eingegangen sei. Das Bundesgericht trat 2014 nicht auf seine Beschwerde ein, da Mörgeli die erforderlichen Unterlagen nicht fristgerecht eingereicht hatte.
Am 1. Oktober 2013 teilte die Universität Zürich mit, dass ein von der Universität beauftragtes internationales Expertengremium zum Schluss gekommen sei, dass ein beträchtlicher Teil der medizinhistorischen Dissertationen, die zwischen 2002 und 2012 an der Universität Zürich verfasst worden sind, mangelhaft seien; teilweise handelte es sich um wenig oder gar nicht kommentierte Transkriptionen. Dies betreffe vor allem die Dissertationen, die von Mörgeli und seinem Vorgesetzten Beat Rüttimann betreut worden seien.

## Politik

### Laufbahn
Mörgelis politische Laufbahn begann 1986 als Mitglied der Kirchenpflege in Stäfa. 1997 zog er für die Schweizerische Volkspartei (SVP) in den Zürcher Kantonsrat ein. Bei den Parlamentswahlen 1999 wurde er in den Nationalrat gewählt und legte das Kantonsratsmandat nieder, 2003, 2007 und 2011 wurde er als Nationalrat bestätigt, 2015 nicht wiedergewählt. Auch bei den Nationalratswahlen 2019 trat er an, wurde aber erneut nicht gewählt. Von 1999 bis 2015 gehörte er der Aussenpolitischen Kommission, ab 2007 auch der Kommission für Wissenschaft, Bildung und Kultur an. Daneben ist Christoph Mörgeli Vorstandsmitglied der rechtskonservativen AUNS (seit 2022 Pro Schweiz) und war ab 2001 Chef der Programmkommission der SVP Zürich.
In den Medien wurde Mörgeli oft auch in der nationalen Partei eine Vordenkerrolle zugesprochen. Öffentlich äusserte er sich regelmässig in Kolumnen, unter anderem in der Weltwoche und in der Berner Zeitung.
Ab Sommer 2016 war Mörgeli wissenschaftlicher Mitarbeiter von Nationalrat Roger Köppel; dieser trat 2023 nicht mehr zur Wahl an. Seit Ende 2015 arbeitet er auch als Journalist für Köppels Weltwoche.

### Positionen
Mörgeli gehörte dem rechten Flügel der SVP an. Sein Abstimmungsverhalten im Nationalrat zeichnete sich einerseits durch die Forderung nach Steuersenkungen und durch «law and order»-Postulate wie eine starke Armee oder eine restriktive Ausländerpolitik aus, andererseits durch ausgeprägte Zurückhaltung gegenüber gesellschaftlicher Liberalisierung, aussenpolitischer Öffnung oder staatlichen Engagements in Bereichen wie Bildung und Forschung oder Umweltschutz.
Die NZZ schrieb 2022 rückblickend über Mörgeli, er sei «bekannt und berüchtigt» gewesen für seine harte Linie.

## Auszeichnungen
- 1996: Conrad-Ferdinand-Meyer-Preis[38][39]
- 2007: Kolumnist des Jahres des Schweizer Medienmagazins Schweizer Journalist[40]

## Militärisches, Zünftiges und Privates
Mörgeli bekleidete in der Schweizer Armee den Rang eines Oberstleutnants der Infanterie. Er gehört der Zunft zur Schmiden in Zürich an. Er ist geschieden und hat zwei Kinder; er lebt in Stäfa.

## Veröffentlichungen (Auswahl)
- Dr. med. Johannes Hegetschweiler, 1789–1839: Opfer des «Züriputschs». Wissenschafter und Staatsmann zwischen alter und moderner Schweiz (= Zürcher medizingeschichtliche Abhandlungen. Nr. 180). Juris, Zürich 1986, ISBN 3-260-05124-4 (Dissertation Universität Zürich 1985/1986, 222 Seiten).
- Das Bild des Arztes in der Karikatur am "Fin du siècle". Bern 1986.
- als Hrsg. und Co-Autor: Reformierte Kirche Stäfa. Festschrift zur Renovation 1986-1988. Stäfa 1988.
- Ein Chirurg politisiert. Der Sauerbruch-Skandal von 1915. Bern 1988.
- Das Medizinhistorische Museum der Universität Zürich. Zürich 1991.
- Wie das Jod ins Kochsalz kam. Volkskrankheiten im medizinischen Rückblick. Zürich 1992.
- mit Hans Schulthess: Krankheitsnamen und Todesursachen in Zürcher Pfarrbüchern. In: Felix Richner, Christoph Mörgeli, Peter Aerne (Hrsg.): Vom Luxus des Geistes. Festgabe zum 60. Geburtstag von Bruno Schmid. Zürich 1994, S. 165–183.
- als Hrsg. mit Felix Richner und Peter Aerne: Vom Luxus des Geistes. Festgabe zum 60. Geburtstag von Bruno Schmid. Zürich 1994.
- Memorial und Stäfner Handel 1794/1795. Stäfa 1995.
- Europas Medizin im Biedermeier anhand der Reiseberichte des Zürcher Arztes Conrad Meyer-Hofmeister 1827–1831. Herausgegeben, kommentiert und eingeleitet von Christoph Mörgeli. Schwabe, Basel 1997, ISBN 3-7965-1033-7.
- mit Anke Jobmann: Erwin H. Ackerknecht und die Affäre Berg/Rath von 1964. Zur Vergangenheitsbewältigung deutscher Medizinhistoriker. In: Medizin, Gesellschaft, Geschichte. Band 16, 1997, S. 63–124.
- Die Werkstatt des Chirurgen. Zur Geschichte des Operationssaals. Basel 1999.
- Memento mori oder osteologische Studienobjekte? Zur Bedeutung historischer Skelettmodelle. Düsseldorf 2000.
- Allergien im Spiegel der Zeit. Zürich 2004.
- Makaberes in sakralen Musikhandschriften der Frühen Neuzeit. Düsseldorf 2005.
- Vom Wissen zum Können. 175 Jahre Therapie am Universitätsspital Zürich. Zürich 2008.
- Forscherinnen der ersten Stunde. Zürich 2015.
- Medizingeschichte(n) des Ersten Weltkriegs. Zürich 2015.
- Grösse und Grenzen prägender Hochschullehrer. Zürich 2016.
- Bauern, Bürger, Bundesräte. 1917–2017. Hundert Jahre Zürcher SVP. Orell Füssli, Zürich 2017, ISBN 978-3-280-05663-9.